# Ивринезу Маре (Констанца)
Ивринезу Маре (рум. Ivrinezu Mare) насеље је у Румунији у округу Констанца у општини Пештера. Oпштина се налази на надморској висини од 34 m.

## Становништво
Према подацима из 2002. године у насељу је живело 537 становника, од којих су сви румунске националности.